# Epactoides mangabeensis
Epactoides mangabeensis là một loài bọ cánh cứng trong họ Bọ hung (Scarabaeidae).